# Sinfonie (Franck)
Die Sinfonie in d-Moll des französischen Komponisten César Franck entstand in den Jahren 1886 bis 1888. Sie ist nach der Première Grande Symphonie in G-Dur von 1836 seine zweite und letzte Sinfonie. Sie besteht aus 3 Sätzen: 1. Lento / Allegro non troppo, 2. Allegretto, 3. Allegro non troppo. Francks sehr eigenwillige Komposition stieß zu seiner Lebzeit häufig auf Ablehnung, doch heute hat sie sich international durchgesetzt.
Die Uraufführung fand am 17. Februar 1889 am Pariser Konservatorium unter der Leitung des Dirigenten Jules Garcin statt. Franck widmete das Werk seinem Schüler Henri Duparc.

## Instrumentation
2 Flöten, 2 Oboen, 1 Englischhorn, 2 Klarinetten, 1 Bassklarinette, 2 Fagotte, 4 Hörner, 2 Trompeten, 2 Kornette, 3 Posaunen, 1 Tuba, Pauken, 1 Harfe und Streicher.

## Analyse

### I. Lento - Allegro non troppo
Der erste Satz beginnt mit einer langsamen Einleitung, welche nach einer ersten Episode des Allegros sowie abgeändert zu Beginn der Reprise wiederholt wird. Die Einleitung greift zudem das erste Thema des Hauptsatzes vor, das anfänglich in d-moll (T.29), nach der Wiederholung der Einleitung in f-moll (T.77) steht:
Im weiteren Verlauf der Exposition werden zusätzlich zwei weitere Themen eingeführt. Das zweite Thema (T.99) ist für das Schema des Sonatenhauptsatzes typisch lyrischer Natur und steht in der Paralleltonart F-Dur. Das dritte Thema (T.129) leitet in die Durchführung (T. 191–330) über, wobei am Ende der Exposition nach H-Dur kadenziert wird, weshalb keine fließende Überleitung zwischen den Teilen entsteht. 

### II. Allegretto
Der zweite Satz steht in der nicht verwandten Tonart Des-Dur und stellt charakterlich einen Kontrast zum ersten Satz dar. 

### III. Allegro non troppo
Im Finalsatz, welcher in D-Dur steht, werden neben satzeigenen Themen auch Themen der beiden vorangegangenen Sätze verarbeitet, wodurch das Werk einen insgesamt zyklischen Charakter bekommt.